# Cap-Rouge

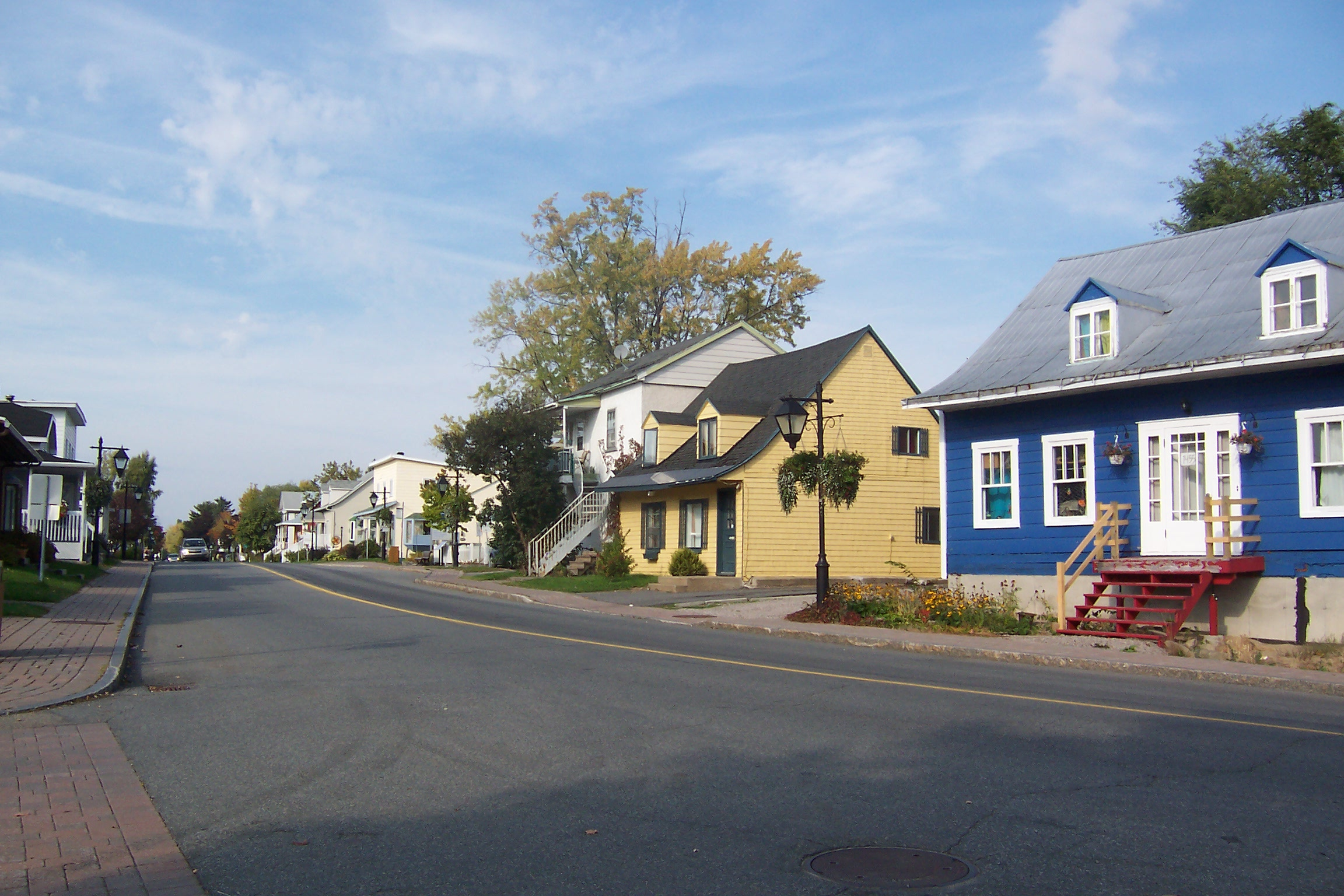
Casas de la calle Provancher, la más antigua de la localidad.

Cap-Rouge (que significa Cabo Rojo) es una zona de la Ciudad de Quebec, Canadá. Se encuentra en el centro de Quebec, a orillas del río San Lorenzo, en la Ciudad de Quebec. Originalmente era un municipio, pero el 1 de enero de 2002 fue incorporado a Quebec y forma parte del distrito de Laurentien, "arrondissement" en francés. En 2002 tenía una población de 14.163 habitantes. 46°45′N 71°21′O / 46.750, -71.350

## Historia
Jaques Cartier intentó crear el primer asentamiento europeo permanente en Norteamérica en el lugar donde hoy se encuentra Cap-Rouge en 1541. El asentamiento fue bautizado con el nombre de Charlesbourg-Royal y contó en un principio con 400 habitantes, de los que apenas sobrevivieron el primer invierno debido a las duras condiciones climatológicas y a los ataques de los iroqueses de Stadacona y otras poblaciones cercanas y fue abandonado en junio de 1542.
En agosto de 2006, el primer ministro de Quebec, Jean Charest, y arqueólogos canadienses a las órdenes de Yves Chretien anunciaron el descubrimiento de este asentamiento. Chretien identificó su localización gracias a fragmentos de platos de cerámica decorada de estilo italiano datados aproximadamente entre 1540 y 1550 y seis muestras de madera que fueron datadas en mediados del siglo XVI por un laboratorio estadounidense.
La zona volvió a ser colonizada en los años 1600, cuando Francia hizo un esfuerzo por colonizar la región. La zona se destinó a actividades agrícolas hasta los años 1960 cuando se llevaron a cabo obras residenciales y el área se convirtió en un barrio residencial de la Ciudad de Quebec.

## Atracciones
Aparte de su larga historia, la principal atracción de Cap-Rouge es un puente de caballetes de acero para ferrocarril, llamado "Tracel", y que fue construido en 1907-1908. En el proyecto de construcción participó Gustave Eiffel. Fue construido por la Canadian National Railway como parte de la línea troncal Winnipeg-Moncton. El puente mide unos 101,6 metros y se eleva a unos 52 metros del suelo. El puente sigue usándose hoy en día.

## Hermanamiento
- Parroquia de San Marcos de Colón, Honduras  (ONG: Hermanamiento San Félix, desde 2003)